# Olivier Grimaud
Pas d'image ? Cliquez ici

a Compétitions nationales et continentales officielles uniquement.

b Matchs officiels uniquement.
Dernière mise à jour le 26 septembre 2018.
Olivier Grimaud (dit La Grime), né le 3 janvier 1986 à Toulon (Var), est un joueur de rugby à XV français qui évolue principalement au poste d'arrière, mais aussi à tous les autres postes de la ligne de trois-quarts (1,80 m pour 80 kg).
Il a remporté l'Oscar Midi olympique pour le mois de février 2007.

## Carrière
- 1990-1993 : RC Méounes
- 1993-2001 : Marseille-Provence XV
- 2001-2009 : RC Toulon
- 2009-2010 : Marseille Vitrolles rugby
- 2010-2011 : CA Saint-Étienne
- 2011-2014 : FC Auch
- 2014-2016 : Union athlétique libournaise

## Palmarès

### En club
- Championnat de France de Pro D2 :
  - Champion (2) : 2005 et 2008

### En équipe nationale
- Équipe de France - de 21 ans en 2005
- Équipe de France - de 18 ans : champion d'Europe en 2004